# KLÖS
KLÖS är ett samarbete mellan Karlstad Studentkår, Linnéstudenterna och Örebro studentkår och står för Karlstad, Linné och Örebrostudenterna. Samarbetet pågår året om inom alla sorts studentkårsfrågor. Innan Växjö Universitet slogs samman med Högskolan i Kalmar hette samarbetet VÖK. De tre ingående studentkårerna anser sig ha en liknande situation i och med att dess lärosäten blev universitet samtidigt, och att de har ungefär lika stora lärosäten (innan bildandet av Linnéuniversitetet).

## Medlemskårer
- Karlstad Studentkår
- Studentkåren i Växjö
- Örebro studentkår

## Mandat
- 2008: 23 (11,5 %)
- 2007: 21 (10,5 %)